# Šimsk
Šimsk è un insediamento di tipo urbano della Russia europea nordoccidentale, situata nella oblast' di Novgorod; appartiene amministrativamente al rajon Šimskij, del quale è il capoluogo.